# Huftarøy
Huftarøy est une île norvégienne dans le comté de Hordaland. Elle appartient administrativement à Austevoll.

## Géographie
Rocheuse et désertique, elle s'étend sur environ 12 km de longueur pour une largeur approximative de 6,5 km. Une route la traverse du nord au sud et elle compte 2 435 habitants dont une grande part vit à Storebø. 